# Municipality of Leichhardt
Municipality of Leichhardt is een Local Government Area (LGA) in de Australische deelstaat New South Wales.